# Newfield Hamlet
Newfield Hamlet és una concentració de població designada pel cens dels Estats Units a l'estat de Nova York. Segons el cens del 2000 tenia 647 habitants.

## Demografia
Segons el cens del 2000, Newfield Hamlet tenia 647 habitants, 294 habitatges, i 169 famílies. La densitat de població era de 199,8 habitants per km².
Dels 294 habitatges en un 28,2% hi vivien nens de menys de 18 anys, en un 45,6% hi vivien parelles casades, en un 9,2% dones solteres, i en un 42,5% no eren unitats familiars. En el 35,7% dels habitatges hi vivien persones soles el 16,3% de les quals corresponia a persones de 65 anys o més que vivien soles. El nombre mitjà de persones vivint en cada habitatge era de 2,2 i el nombre mitjà de persones que vivien en cada família era de 2,87.
Per edats la població es repartia de la següent manera: un 22,9% tenia menys de 18 anys, un 7,1% entre 18 i 24, un 30,3% entre 25 i 44, un 25% de 45 a 60 i un 14,7% 65 anys o més.
L'edat mediana era de 40 anys. Per cada 100 dones de 18 o més anys hi havia 81,5 homes.
La renda mediana per habitatge era de 43.056 $ i la renda mediana per família de 56.522 $. Els homes tenien una renda mediana de 26.875 $ mentre que les dones 35.236 $. La renda per capita de la població era de 18.461 $. Entorn del 4,1% de les famílies i el 7,4% de la població estaven per davall del llindar de pobresa.